# Monastère de Namgyal
Pour les articles homonymes, voir Namgyal.

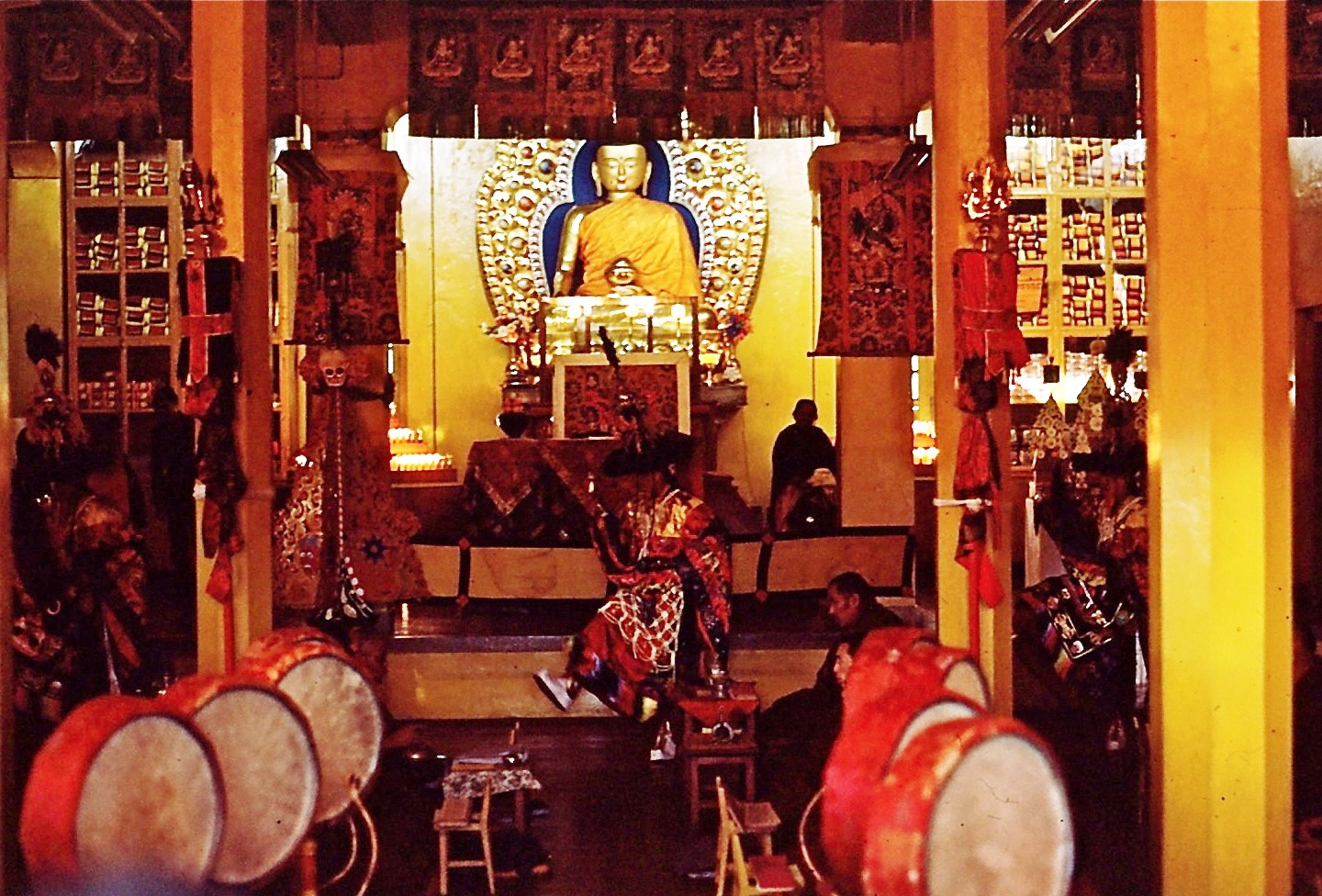
Monastère de Namgyal à Dharamsala, en Inde

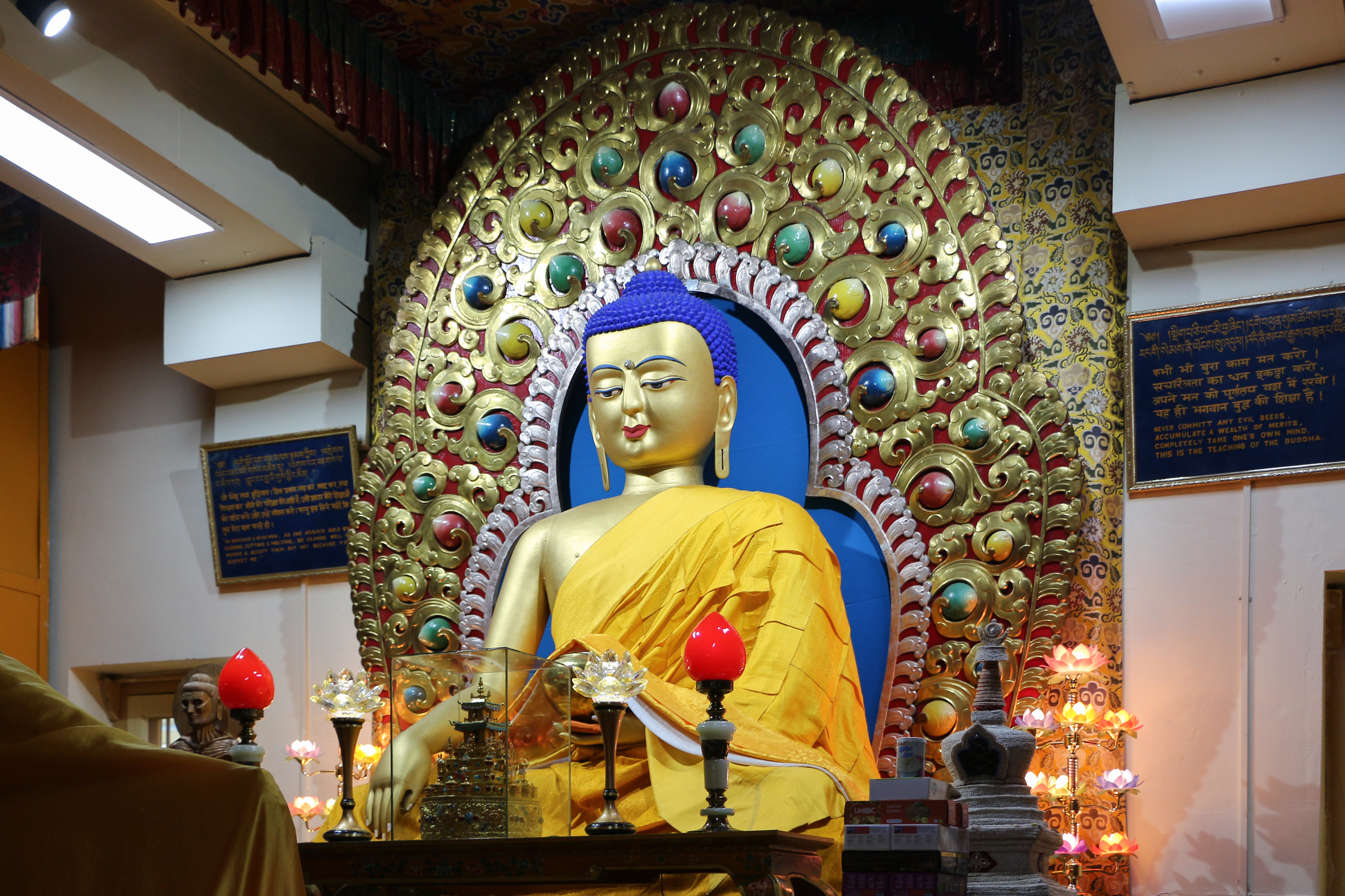
Statue du Bouddha dans le monastère

Le monastère de Namgyal (tibétain : རྣམ་གྱལ་, Wylie : rnam gyal) est le monastère personnel du dalaï-lama depuis le 3e dalaï-lama. Situé historiquement à Lhassa, il a été réétabli à Dharamsala en Inde.

## Histoire du monastère de Namgyal au Tibet
Le monastère de Namgyal qui fut initialement appelé Phende Lekshe Ling a été fondé en 1574, par le 3e dalaï-lama, Sonam Gyatso. Il a été renommé Namgyal en l'honneur de Namgyälma.
Il est situé à Lhassa, dans l’enceinte du palais du Potala. Depuis le XVIIe siècle, les moines du monastère de Namgyal se sont spécialisés dans le Kalachakra. Lors du déploiement de forces militaires chinoises de 1959, il y avait 175 moines au monastère de Namgyal. Cette année-là, le monastère fut bombardé et seuls 52 moines purent s'enfuir et quitter le Tibet, rejoignant le 14e dalaï-lama.

## Rétablissement du monastère de Namgyal en Inde
En 1961, les moines du monastère de Namgyal s'installèrent à Dharamsala. En 1963, ils purent célébrer à nouveau le rituel de Kalachakra et le 14e dalaï-lama nomma Lobsang Dhondup abbé du monastère.
Deux bâtiments ont été construits : le temple principal du monastère, et un temple consacré au Kalachakra. Ce dernier est décoré de fresques représentant les 722 déités du mandala, émanant du Bouddha Shakyamuni.